# Col·legi Oficial d'Arquitectes de Cantabria
El Col·legi Oficial d'Arquitectes de Cantàbria (abreujat COACAN) és el col·legi professional d'arquitectes de Cantàbria (Espanya), membre del Consell Superior dels Col·legis d'Arquitectes d'Espanya, escindit del de Madrid en 1983. Agrupa a tots els arquitectes en actiu d'aquesta comunitat autònoma i està integrat al Consejo Superior de Colegios de Arquitectos de España, que agrupa tots els ens col·legials dels arquitectes de l'Estat.

## Història
El 23 d'octubre de 1907 es va fundar l'Associació d'arquitectes de Santander per a les províncies de Santander i Astúries, dirigida per Alfredo de l'Escala i amb Javier González de Riancho com a secretari. L'organització va anar creixent sobretot a partir de les incorporacions de 1914 i el X Congrés Nacional d'Arquitectes (agost de 1929).
En 1931 és substituïda per la delegació del Col·legi Oficial d'Arquitectes de Madrid. Per Reial decret, en 1983 es constitueix el Col·legi Oficial d'Arquitectes de Cantàbria, amb seu a Santander. La seva primera junta se celebra el 25 d'abril d'aquest mateix any, tenint llavors 108 col·legiats.

## Degans-presidents
- Antonio Ortega Fernández (1983)
- Luis Pedraz Derqui (1983-1985)
- José Cabrero Cabrera (1985-1987)
- Luis de Prada Pareja (1987-1989)
- Jesús Molinero Barroso (1989-1991)
- Fernando Banya Cabrero (1991-1993)
- Luis Pedraz Derqui (novament; 1993-1996)
- Clemente Lomba Gutiérrez (1996-2005)
- Pío Jesús Santamaría Muñoz (2005-2009)
- Ignacio Pereda Pérez (2009-2015)
- José Ignacio Villamor Elordi (2015-actualitat)